# Nizina Tracka

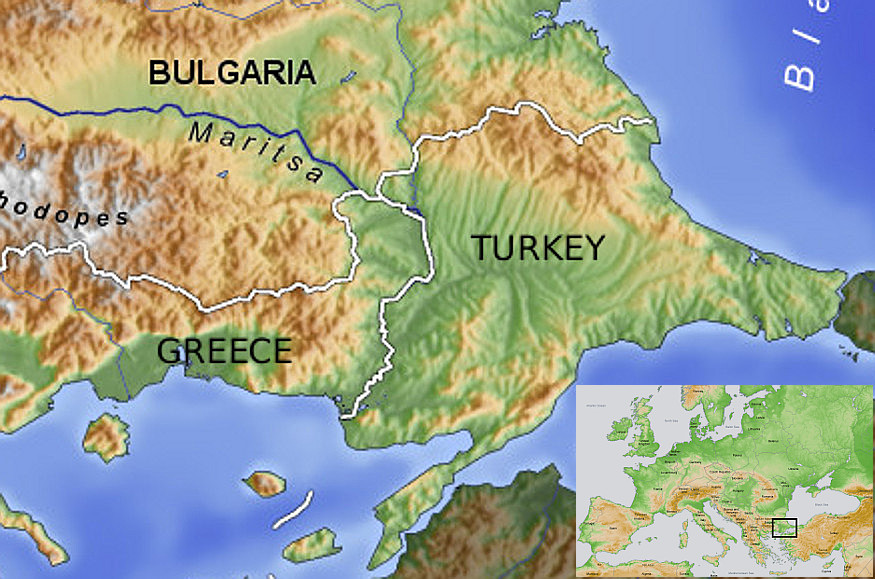
Nizina Tracka

Nizina Tracka (t. Niziną Maricy; bułg. Тракийска низина – Trakijska nizina lub Маричина низина – Mariczina nizina, grec. Πεδιάδα Έβρου – Pediada Ewru, tur. – Trakya Havzası lub Meriç Havzası) – rozległa nizina w południowo-wschodniej Europie, na Półwyspie Bałkańskim, nazwana na cześć ludu Traków. Znajduje się na terytorium Bułgarii, Grecji i Turcji, na obszarze historycznej Tracji. 
Nizina rozciąga się na około 300 km wzdłuż rzeki Maricy, od środkowej Bułgarii po Morze Trackie. Składa się z dwóch części – północnej, zwanej Niziną Górnotracką i południowej, zwanej Niziną Dolnotracką. Obie części są rozdzielone przewężeniem powstałym między Rodopami na zachodzie i Strandżą na wschodzie. Średnia wysokość waha się od 150 m n.p.m. na wschodzie do 250 m n.p.m. na zachodzie.
Głównymi miastami niziny są Płowdiw i Stara Zagora (leży już na obrzeżach niziny) w Bułgarii, Adrianopol (Edirne) w Turcji oraz Aleksandropolis w Grecji.